# منتخب باراغواي الأولمبي لكرة القدم
منتخب باراغواي الأولمبي لكرة القدم  هو ممثل باراغواي الرسمي في المنافسات الدولية في كرة القدم في الألعاب الأولمبية .